# Semisi Naevo

a Compétitions nationales et continentales officielles uniquement.

b Matchs officiels uniquement.
Dernière mise à jour le 27 juillet 2018.
Ratu Meli Semisi Saukawa Naevo, plus connu comme Semisi Naevo, né le 3 mai 1976 à Nadi (Fidji), est un joueur de rugby à XV, qui joue avec l'équipe des Fidji évoluant au poste de troisième ligne aile (1,97 m pour 107 kg). Il est également international fidjien de rugby à sept.

## Carrière

### En club
- Counties Manukau  Nouvelle-Zélande
- Nawaka, Nadi  Fidji
- NEC Green Rockets  Japon

### En équipe nationale
Semisi Naevo a eu sa première cape internationale le 1er juillet 2006, à l’occasion d’un match contre l'équipe du Japon. Il est sélectionné dans le groupe retenu pour la coupe du monde de rugby 2007.

## Statistiques en équipe nationale
- 14 sélections avec l’équipe des Fidji
- Sélections par année : 2 en 2006, 4 en 2007, 3 2008, 2 2009, 3 en 2010

- 2 sélections avec les Pacific Islanders
- Sélections par année : 2 en 2008